# Petulia
Petulia ist ein US-amerikanisches Filmdrama unter Regie von Richard Lester aus dem Jahr 1968. Als Vorlage diente der Roman Me and the Arch Kook Petulia des Zahnarztes und Autors John Haase (1923–2006).

## Handlung
San Francisco gegen Ende der 1960er-Jahre: Während überall durch die Straßen Hippies ziehen, lernen sich Petulia Danner und Dr. Archie Bollen auf einem Wohltätigkeitsball kennen. Petulia macht schnell deutlich, dass sie gerne mit Archie schlafen würde, und die beiden steigen in einem automatisierten Motel ab – es kommt aber zunächst zu keinerlei Sex zwischen ihnen. In der Nacht nach der Party erscheint Petulia mit einer gestohlenen Tuba vor Archies Tür, eine ihrer Rippen ist gebrochen, was aber zunächst ohne Erklärung bleibt. 
Sowohl Petulia als auch Archie haben mit privaten Problemen zu kämpfen: Archie lässt sich von seiner Frau Polo scheiden, muss sich mit deren neuen Freund Warren arrangieren und auch damit, dass er in dem Leben seiner beiden Söhne nur noch eine Nebenrolle spielt. Er hatte die Ehe für sein Umfeld vollkommen unerwartet aufgegeben, da er sich in dem bürgerlichen Dasein als Ehemann eingesperrt fühlte. Petulia, die gebürtig aus Cardiff stammt, ist vor einem halben Jahr eine Ehe mit dem Architekten David Danner eingegangen. Gutaussehend, höflich und aus reichem Hause stammend, erscheint David als die perfekte Partie. Nichtlinear erzählt, wird nach und nach enthüllt, von welcher Gewalt die Ehe zwischen Petulia und David geprägt ist. Bei einem gemeinsamen Ausflug nach Mexiko hatte das Ehepaar spontan einen etwa zehnjährigen Jungen namens Oliver Mendoza von Tijuana nach San Francisco mitgenommen und bei sich wohnen lassen. Davids Verhalten gegenüber dem Jungen war von seltsamer Zuneigung bis zu Gewaltausbrüchen geprägt. Petulia versuchte den Jungen zu schützen und wollte ihn zum Bus bringen, er rannte aber weg und wurde dabei von einem Auto angefahren. Archie war der Arzt, der das verletzte Bein von Oliver Mendoza behandelte und sich um dessen Genesung kümmerte. Hierbei hatte Archie erstmals, schon vor dem Wohltätigkeitsball, die Aufmerksamkeit der verzweifelten Petulia erweckt.
Archie und Petulia begegnen sich in der Zeit nach dem Wohltätigkeitsball häufiger. Als er sich mit der Boutiqueinhaberin May zu einem Date trifft, wird dieses durch Petulia gestört, die meint, sich um die Rückgabe der Tuba kümmern zu müssen. Der Arzt ist etwas von Petulias exzentrischem Verhalten genervt, doch als sie ihn einmal mitten in der Nacht aufsucht, kommen sich die beiden einsamen Menschen näher. Petulia schläft mit Archie und verkündet ihre Absicht, sich von David scheiden zu lassen. Am nächsten Tag macht Archie mit seinen Kindern einen Ausflug in die Bucht von San Francisco, während Petulia in seiner Wohnung zurückbleibt. Als Archie zurückkehrt, findet er sie bewusstlos und brutal zusammengeschlagen auf. Petulia wird schwer verletzt ins Krankenhaus eingeliefert, auch die Polizei stellt Untersuchungen an. Archie sucht die Familie Mendoza auf, um mehr über das zu erfahren, was bei den Danners vorgeht, stößt aber auf Sprachbarrieren.
Davids einflussreicher Vater reist nach San Francisco, um seinen Sohn vor einer möglichen Strafverfolgung zu schützen. Er sorgt dafür, dass Petulia aus dem Krankenhaus entlassen und auf seinem Privatanwesen weiterbehandelt wird. Archie sucht die Danners auf und erklärt David für verantwortlich für die Körperverletzung. David hat sich allerdings ein Alibi verschafft und auch Petulia schweigt sich aus, woraufhin Archie das Anwesen enttäuscht verlässt. Er sieht Petulia danach nur noch kurz wenige Male, ehe sie mit David zu einer längeren Bootstour aufbricht. David hat Petulia offenbar versprochen, im Gegenzug für die Fortführung ihrer Ehe nie wieder gewalttätig zu werden – ob er das einhalten kann, erscheint sehr fraglich. In Archies Wohnung wird ein hochtechnisierter Blumenschrank installiert, offenbar ein Geschenk von Petulia. 
Etwa ein Jahr später treffen sich Archie und Petulia wieder, als sie im Krankenhaus ihr erstes Kind bekommen soll. Archie bietet ihr eine gemeinsame Zukunft an, indem sie ihre Verlegung in eine weit entfernte Privatklinik veranlassen könnte. Petulia stimmt zu. Doch sie können sich nicht entschließen, den Plan in die Tat umzusetzen. Während Archie das Krankenhaus verlässt und David mit einem Blumenstrauß in dieses eintritt, wird Petulia in den Kreißsaal geschoben und ruft leise Archies Namen.

## Hintergrund
Petulia war der erste Film, den Regisseur Richard Lester in seinem Heimatland drehte. Er war in den 1950er-Jahren nach Großbritannien ausgewandert und hatte sich dort vor allem mit seinen Beatles-Musikfilmen einen Namen gemacht.
Mehrere bekannte Bands aus San Francisco haben im Film kurze Cameo-Auftritte: Big Brother and the Holding Company mit Janis Joplin, Grateful Dead und Ace Trucking Company. Auch ansonsten wirft er einen Blick auf das San Francisco am Ende der 1960er-Jahre, wobei die Hippies in seinem Film zwar eine Alternative zum bürgerlichen Lebensstil seiner Hauptfigur darstellen, aber auch teils kritisch als verantwortungslose und hedonistische Randcharaktere präsentiert werden. In kleineren Rollen an ihrem Karriereanfang sind die Schauspieler Ellen Geer (als Nonne), Austin Pendleton, Howard Hesseman und René Auberjonois zu sehen.

## Kritiken
Roger Ebert gab dem Film in Chicago Sun-Times vom 1. Juli 1968 seine Höchstwertung von vier Sternen: „Richard Lesters Petulia hat mich verzweifelt unglücklich gemacht, und doch ist es mir nicht möglich, einen einzigen Fehler daran zu erkennen. Ich nehme an, das ist ein hohes Lob. Es ist der kälteste, grausamste Film, an den ich mich erinnern kann, und einer der intellektuellsten.“ Dabei sei der Film nicht intellektuell gefüllt mit Philosophie wie bei Ingmar Bergman oder Metaphysik wie bei 2001, sondern mit „Nichts“: „Es ist leblos, herzlos, blutlos, die Expression von Lesters abstrakten Gedanken über den American Way of Life. Und es ist verdammt effektiv.“ Ebert verwies auf die vielen Szenen, in denen Konsumtempel, moderne Technik und die materiellen Besitztümer der Figuren dominieren. Es sei einer jener seltenen Filme, bei denen die Zuschauerschaft gefordert sei, sich selbst ihre Emotionen herauszubilden und so ins Nachdenken zu kommen.
Der Filmdienst war voll des Lobes: „Brillant fotografiertes und raffiniert inszeniertes Liebesdrama vor dem Hintergrund einer latent gewalttätigen und freiheitsfeindlichen Gesellschaft. Die distanzierte und entlarvende Auseinandersetzung mit den USA der 60er Jahre kommt ohne versöhnliche Hollywood-Klischees aus, bleibt dennoch unterhaltsam und gefühlsstark.“
Der Film rief neben vielen positiven Kritiken auch ein paar entschieden kritische Stimmen auf den Plan. Am bekanntesten ist die Kritik von Pauline Kael in ihrem berühmten Essay Trash, Art and Movies. „Ich habe selten einen unangenehmeren, unsympatherischeren (oder abscheulicheren) Film als Petulia gesehen (...)“ (I have rarely seen a more disagreeable, a more dislikable (or a bloodier) movie than Petulia), schrieb Kael. Sie nahm Petulia als Beispiel für einen Film, der eigentlich Trash sei, aber durch erzählerische Kniffe und eine mosaikartige Struktur sich den Anschein von Kunst geben wolle. Anstatt eine Sache zu erzählen, werfe der Film „jedes schockierende Material, das er finden kann“ – von Hippies über den Vietnamkrieg zu Operationen und Südstaatlern – zusammen, um sich eine falsche Wichtigkeit zu geben.
Petulia wurde zu einem Kritikerliebling, in einer Umfrage unter Filmkritikern von 1979 nach dem besten Filmen zwischen 1968 und 1978 landete er etwa auf Platz 3 hinter Der Pate und Nashville. Die feministische Filmkritikerin Molly Haskell deutete Petulia als Frauenfilm und als den „Liebesfilm der 1960er“. Die unterschiedlichen Generationen und Geschlechter im Film würden die Kraft verlieren, einander zu „regenerieren“, was typisch für die Konflikte dieses Jahrzehnts sei. Die älteren Figuren im Film hätten die Fähigkeit verloren, nach Gefühl zu leben, während die jüngeren Figuren das Leben nach Gefühl in durchgedrehter Weise versuchen würden.
Im 21. Jahrhundert schrieb der Kritiker Mark Bourne im DVD Journal, dass Lesters Film in seinen schneidenden Beobachtungen und seiner Anti-Sentimentalität so auch von Stanley Kubrick hätte inszeniert sein können: „eine Anti-Reifeprüfung, die provoziert, da sie weder an die amerikanischen Mythen noch an die banalen Stimmungen dieser Zeit glaubt. Es ist ein essentieller Film aus und über Amerika in den letzten Tagen der 60er, dennoch zeigen der Modernismus in seinem Stil und seine Ambitionen, dass Petulia beeindruckend seiner Zeit voraus sei.“ Indes sei der Film kein „pessimistischer Klotz“, sondern sei „verlockend und verführend“, was an dem intelligenten Drehbuch, der Kameraarbeit von Nicolas Roeg, John Barrys saxophongetränkter Filmmusik und gelungenen Schauspielleistungen liege. Der Film könne durch seine Komplexität und Nonlineratität Diskussionen anregen und zum wiederholten Ansehen einladen.
Laut dem Filmwissenschaftler Adrian Danks hat sich Petulia unter Kritikern und Cineasten ein großes Ansehen aufgebaut, sei vom größeren Publikum aber bislang nicht wiederentdeckt worden.